# Santa María (Mixós)

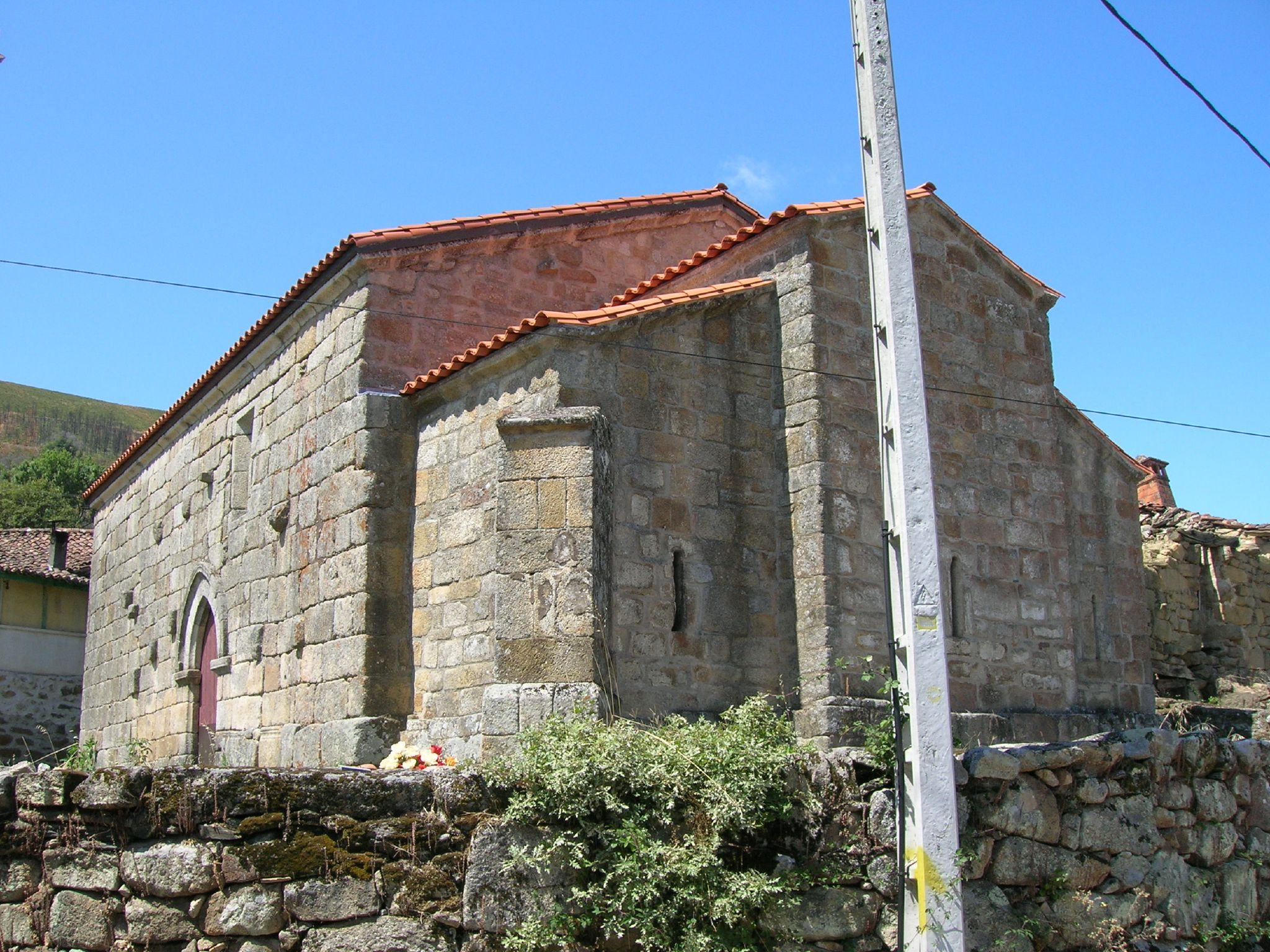
Kirche Santa María

Die Kirche Santa María in Mixós, einem Ort der Gemeinde Monterrei in der spanischen Provinz Ourense in der autonomen Region Galicien, besitzt ein Chorhaupt aus vorromanischer Zeit, das der  mozarabischen Architektur zugeschrieben wird. 1931 wurde die Kirche zum Baudenkmal (Monumento del patrimonio histórico de España) erklärt.

## Geschichte

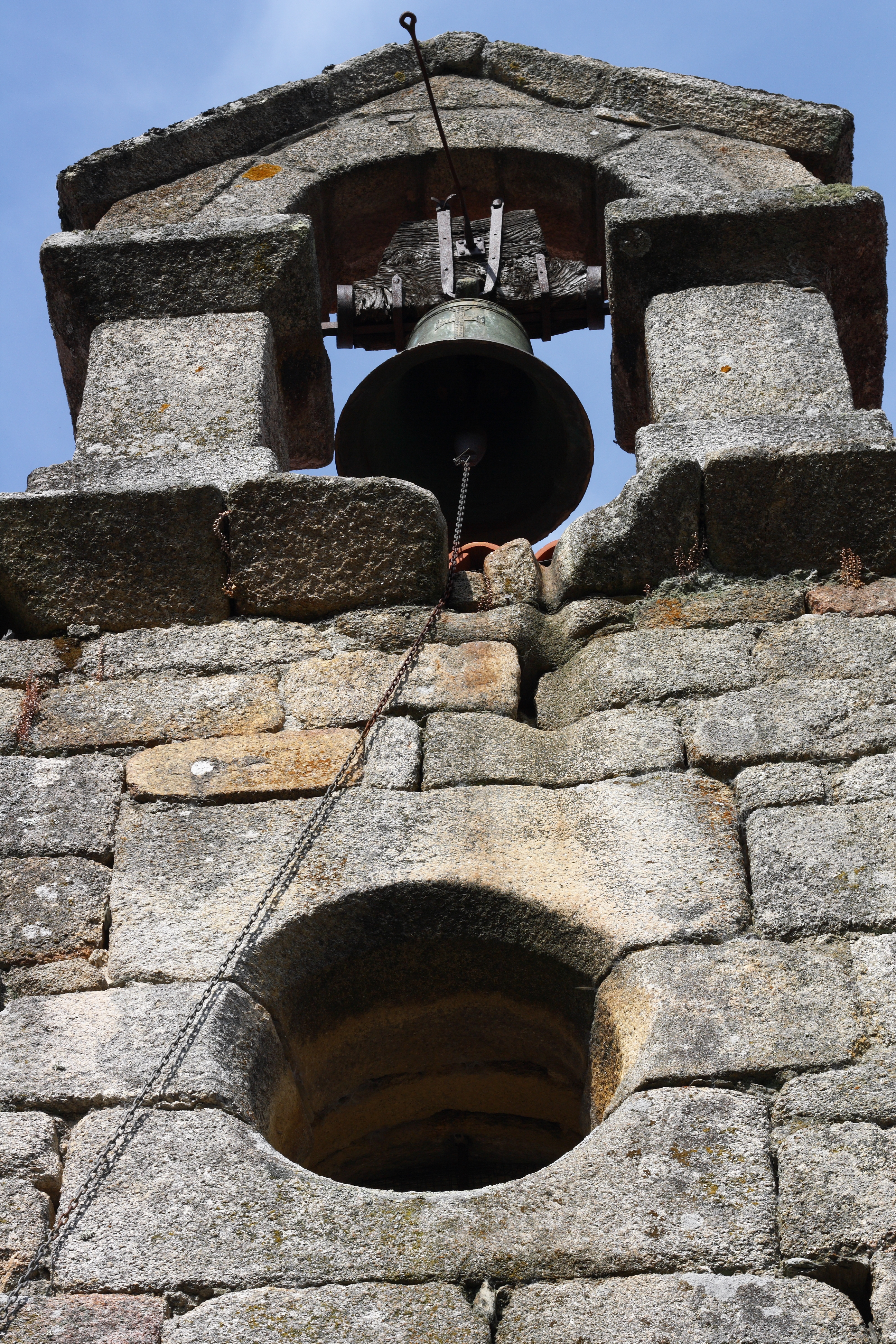
Glockenturm

Im Jahr 1025 wurde der Ort Moixelos erstmals schriftlich als Sitz eines Klosters erwähnt. Die Kirche wurde vermutlich im 10. Jahrhundert von mozarabischen Baumeistern errichtet. Aus dieser Zeit ist das Chorhaupt erhalten. Das Langhaus, das nach Ausgrabungen in den 1960er Jahren ursprünglich dreischiffig war und einen quadratischen Grundriss hatte, wurde in späterer Zeit verändert. Auch der offene Glockenturm (espadaña) wurde wie das spitzbogige Portal der Südfassade später hinzugefügt.

## Architektur

### Außenbau
Die Kirche ist aus regelmäßig behauenen Granitquadern errichtet. Die drei Apsiden des Chorhauptes sind außen rechteckig. Die Mittelapsis, die über die seitlichen Apsiden herausragt, ist mit einem Satteldach gedeckt. Die seitlichen Apsiden tragen Pultdächer. Alle drei Apsiden sind in ihrer Mitte von schmalen Fensterschlitzen mit mozarabischen Hufeisenbögen durchbrochen.

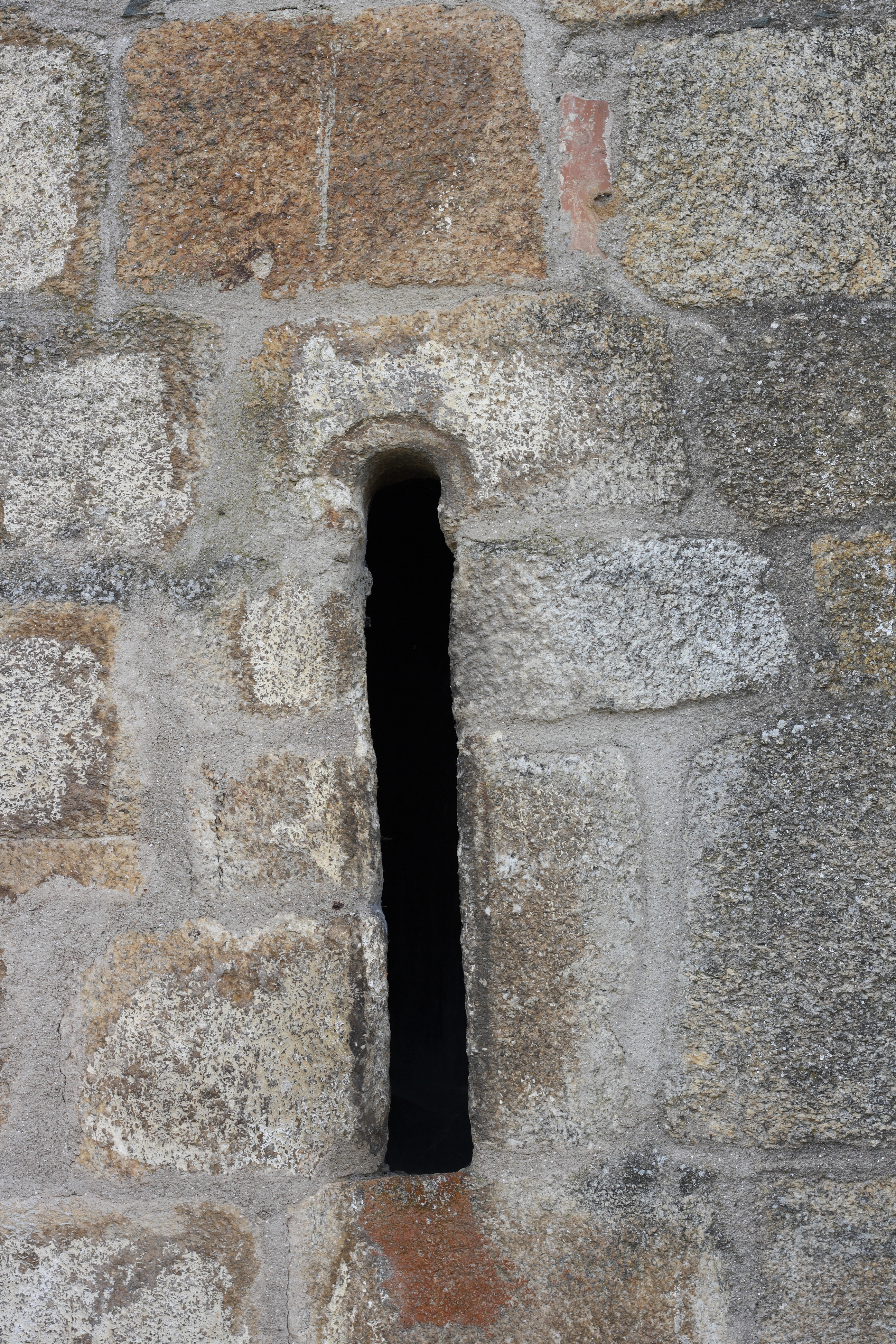
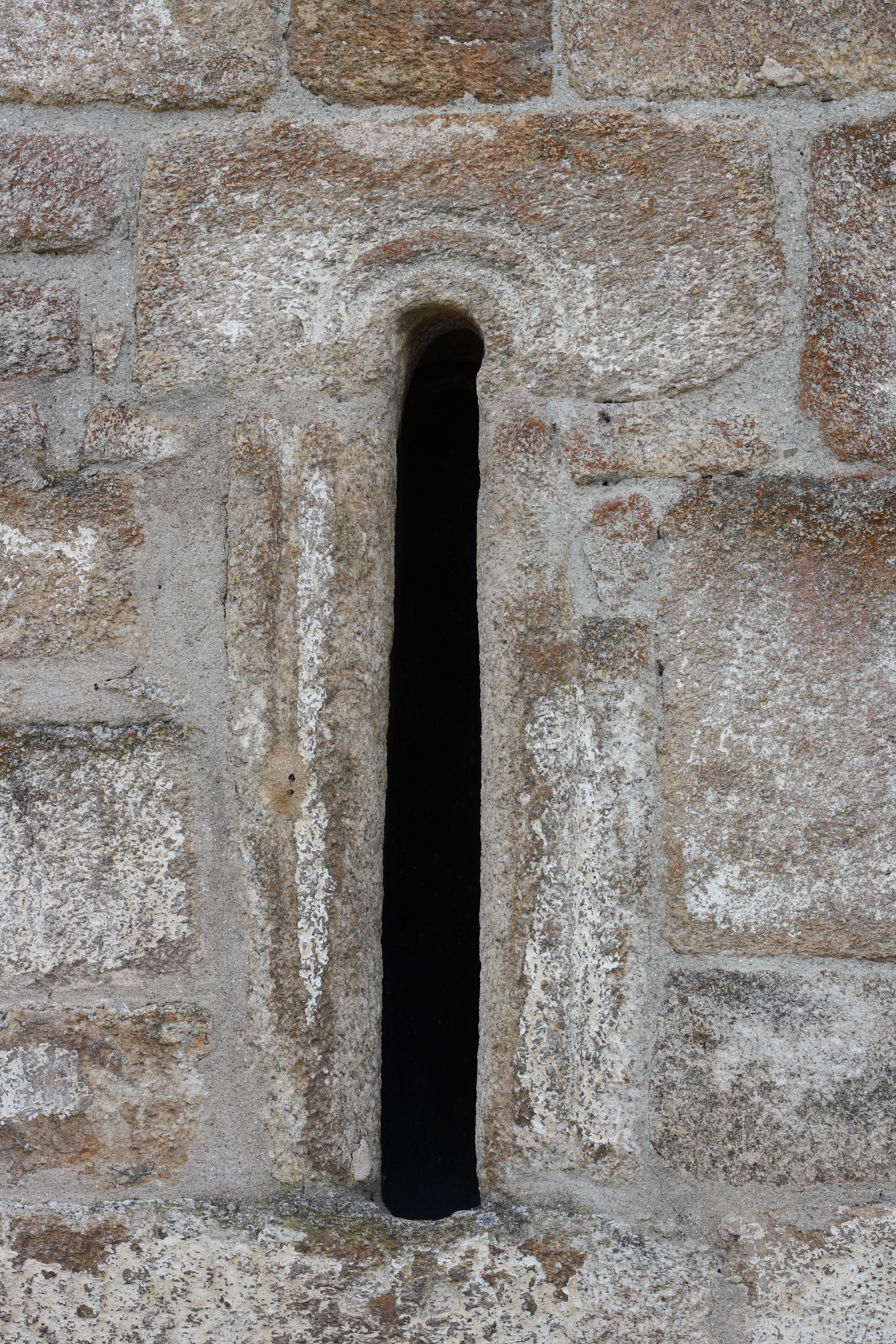
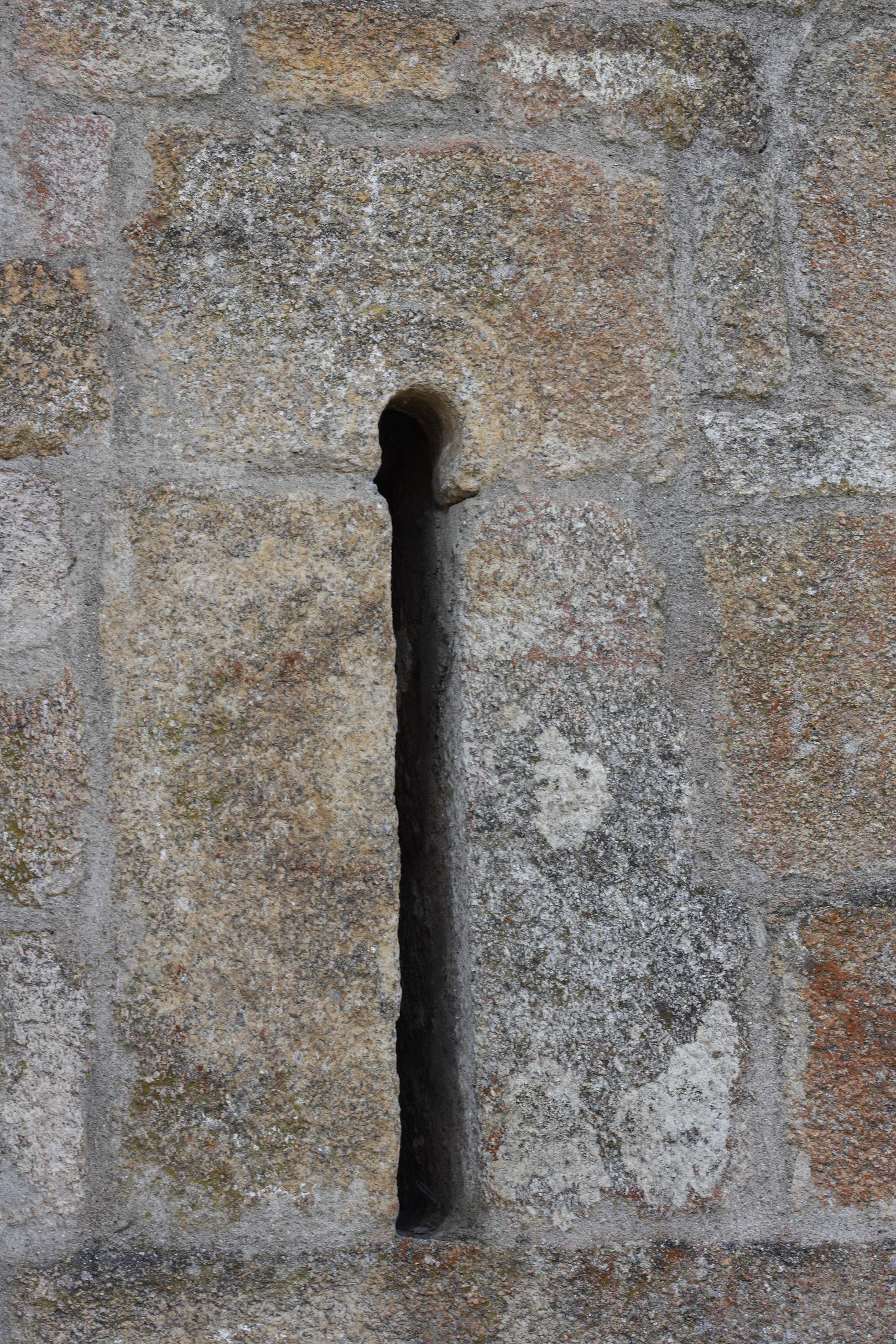

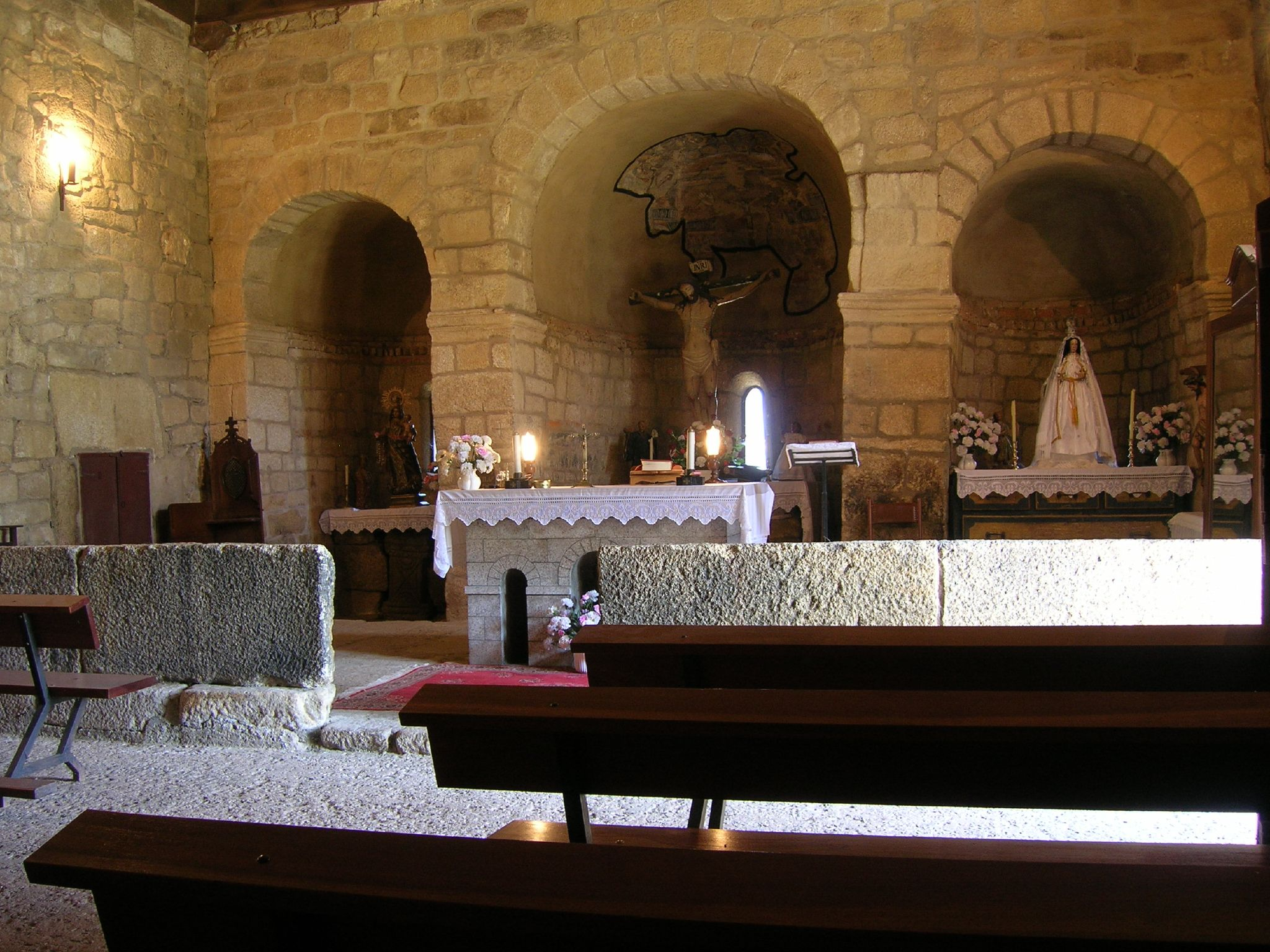
Innenraum mit Hufeisenbögen

### Innenraum
Im Innenraum öffnen sich drei Hufeisenbögen zu den innen rundbogigen Apsiden, deren Gewölbe aus Backstein gemauert ist. Am Gewölbeansatz verläuft ein Sägezahnfries aus Ziegelsteinen. Ein Steinblock in der Nordwand ist mit einem Taubanddekor verziert. 
Über der mittleren Apsis befindet sich eine vollkommen geschlossene Kammer (Cámara oculta), wie sie auch in anderen mozarabischen Kirchen wie San Miguel de Escalada zu finden ist und deren Bedeutung nicht geklärt ist.